# Full Moon - Canto d'amore
Full Moon - Canto d'amore (満月をさがして?, Furu Mūn wo sagashite, lett. "Cercando la Luna Piena") è un manga shōjo scritto e disegnato da Arina Tanemura, pubblicato in Giappone sulla rivista Ribon di Shūeisha dal gennaio 2002 al giugno 2004. In Italia è stato pubblicato da Planet Manga dal gennaio al luglio 2007.
In contemporanea col manga, ne è stato realizzato un anime in 52 episodi dallo Studio Deen, andato in onda in Giappone su TV Tokyo tra l'aprile 2002 e il marzo 2003. In Italia è inedito.

## Trama
Mitsuki Koyama è una ragazzina di 12 anni, dotata di una buona voce, che desidera diventare una cantante come il padre, ma è affetta da un cancro alla gola, che può essere curato solo asportando le corde vocali. Una sera, Mitsuki vede sbucare dal suo poster astronomico sulla Luna piena, attaccato alla parete, due shinigami (messaggeri di morte), Takuto e Meroko, che solo lei riesce a vedere. I due formano il gruppo Negi Ramen (o Spring Onion Noodles) e hanno il compito di prendere l'anima della ragazza al momento della morte e di impedire a chiunque di salvare la sua vita. Mitsuki, scoprendo dai due che morirà nell'arco di un solo anno proprio a causa del tumore, si convince di doversi affrettare a diventare a tutti i costi una cantante famosa. Per poter superare il provino da idol, però, la ragazzina dovrebbe avere per regolamento minimo 15 anni: fa così un patto con Takuto per essere trasformata in una ragazza di 16 anni. Da sedicenne la gola della ragazza sembra tornata sana e capace così di cantare ad alta voce senza alcuna difficoltà. Grazie al suo talento Mitsuki vince l'audizione ed inizia così la sua carriera nella musica sotto il nome di 'Full Moon' (traduzione inglese di "Mitsuki") per nascondere la sua vera identità.
Nella vita di Mitsuki è presente anche Eichi Sakurai, un ragazzo di 16 anni con cui aveva vissuto nell'orfanotrofio (quando lui era quattordicenne), e da cui si era dovuta distaccare a causa della sua adozione che lo aveva costretto a trasferirsi in America. I due ragazzini si erano ripromessi che entrambe avrebbero realizzato i loro sogni: Eichi sarebbe diventato astronomo e lei una cantante.
Mitsuki, dunque, non solo ha intenzione di realizzare il suo sogno, ma ha anche il desiderio di cantare per sperare che Eichi, ascoltando le sue canzoni, ritorni in Giappone nuovamente e potergli così confessare i propri sentimenti prima della sua morte.

## Personaggi
Mitsuki Koyama (神山 満月?, Kōyama Mitsuki)
Doppiata da: myco (ed. giapponese)
La protagonista, sogna di diventare una cantante pop, ma soffre di un cancro alla gola che non le permette di cantare. È orfana ed è cresciuta in un orfanotrofio fino a quando non è stata presa in adozione dalla nonna, che non le permette di cantare. Le viene detto che dovrà morire se non subisce un intervento chirurgico per asportare il tumore (e con esso le sue corde vocali), ma Mitsuki rifiuta l'operazione, affermando che preferirebbe morire piuttosto che non poter cantare.
Un giorno due messaggeri di morte, Takuto e Meroko, le annunciano che a distanza di un anno morirà, così decide di diventare cantante prima di morire. Grazie all'aiuto di Takuto è capace di trasformarsi in Full Moon e può cantare.
Mitsuki visse parte della sua infanzia con Eichi, un ragazzino più grande di lei di 4 anni. Un giorno Eichi dichiarò alla ragazzina il suo amore, ma Mitsuki non rispose perché era troppo sorpresa e confusa. Quando Eichi partì per l'America Mitsuki realizzò di provare per lui lo stesso sentimento e decise di dichiararsi telefonandogli, ma non poté mai farlo. Scoprì infatti che Eichi era morto durante un incidente aereo proprio durante il viaggio verso l'America. Nonostante sapesse della morte di Eichi, negò che essa fosse avvenuta e pretese di non esserne a conoscenza per non soffrire ancora di più. I messaggeri di morte scoprono casualmente la notizia della morte del ragazzo, e Takuto costringe Mitsuki a convivere con la morte dell'amato.
Nell'anime Mitsuki non è a conoscenza della morte di Eichi fino a quando (molto dopo nella serie) non viaggia in America con la signorina Oshige ed il dottor Wakaoji. In questo caso Eichi ed i suoi genitori adottivi muoiono in un incidente automobilistico. Dopo aver sentito la notizia Mitsuki fugge sulla tomba di Eichi, intenzionata a morire. Dopo il suo ritorno in Giappone, Mitsuki diventa estremamente depressa e decide di abbandonare la musica. Comunque, dopo il tentativo di Izumi di prendere l'anima della ragazza e dopo aver parlato con Takuto circa i ricordi del messaggero e su come egli si rammarichi del suo suicidio, Mitsuki decide di cantare ancora per poter vivere la sua vita interamente.
Nel manga viene rivelata lei è l'unica in grado di vedere i messaggeri di morte poiché un'anima di un morto la circonda: quest'anima è di Eichi, che protegge Mitsuki anche dopo essere morto. La ragazza è colpita dallo Scisma del Destino, che rimuove l'anima di Eichi dal suo corpo.
Tre anni dopo la ragazza diventa nuovamente una cantante con il suo vero nome, incontrando Takuto e confessandogli il suo amore. Tenendo la mano di Takuto, canta l'ultima canzone per un concerto e finalmente l'anima di Eichi la lascia.
Full Moon (フルムーン?, Furu Mūn)
È la versione di Mitsuki a 16 anni ed è una cantante pop. Mitsuki sceglie questo nome perché il traguardo di Eichi è diventare astronomo e il termine "Full Moon" (in italiano letteralmente "luna piena") ricorda al ragazzo Mitsuki. Inoltre il nome giapponese 'Mitsuki' significa proprio 'luna piena'. L'apparenza di Full Moon dipende dai poteri di Takuto; nessuno degli altri messaggeri di morte è capace di far trasformare Mitsuki. A differenza di Mistuki, Full Moon è sana e perciò può cantare. La ragazza viene notata dai Seed Records e viene scelta dalla loro audizione dopo aver cantato la canzone 'New Future', che lei canta fino al suo cd di debutto.
Nell'anime Full Moon è ai primi posti delle classifiche, realizzando diversi singoli inclusi 'Myself' e 'Eternal Snow'; canta anche 'Love Chronicle' in un concerto nell'episodio finale. Nel manga non guadagna subito successo e popolarità, ed invece fa fatica a sopravvivere nel mondo dello spettacolo; realizza inoltre diversi singoli, come 'Angel'e 'Missing Link'.
Eichi Sakurai (桜井 英知?, Sakurai Eichi)
Doppiato da: Ryohei Kimura (ed. giapponese)
Il primo amore di Mitsuki. Dopo che i suoi genitori morirono, visse con suo nonno fino a quando anche lui non morì. La Luna splendeva nel cielo ogni qual volta Eichi piangeva la morte dei suoi cari, senza mai lasciarlo solo, così il ragazzo iniziò ad odiare la Luna. Poco tempo dopo Eichi andò a vivere in un orfanotrofio, dove incontrò per la prima volta Mitsuki. Nonostante prima di incontrare la ragazzina Eichi avesse dichiarato che non sarebbero mai andati d'accordo (probabilmente per il nome della bambina poiché 'Mitsuki' vuole dire 'Luna piena') i due divennero subito amici. Grazie a Mitsuki Eichi capì di non odiare la Luna, ma che anzi questa era solo una fonte di compagnia per lui. Mitsuki ebbe il cuore a pezzi quando il ragazzo fu costretto a trasferirsi in America una volta adottato, poiché non poté confessargli i suoi sentimenti. Parte del motivo per cui vuole diventare una cantante è per ritrovare il ragazzo. Comunque, nel manga, Eichi morì in un incidente nell'aereo che avrebbe dovuto portarlo in America. Mitsuki questo lo sa e buona parte della storia verte su questo.
Nell'anime invece Eichi muore in un incidente stradale in America, e Mitsuki lo scopre solo quando va in America per cercare l'amato. Nel manga, Takuto incontra Eichi nel suo primo incarico. Mentre Eichi moriva, disse a Takuto di non potergli dare la propria anima poiché era destinata a qualcun altro (ad una ragazza, appunto Mitsuki). Quindi il suo corpo affondò nel mare. Divenne un fantasma ed iniziò a vegliare su Mitsuki, garantendole la facoltà di vedere i messaggeri di morte, anche quando il nome della ragazza fu rimosso dalla lista delle persone destinate a morire.
Alla fine del manga vede Mitsuki felice per la sua carriera e la sua relazione con Takuto, così la lascia con un sorriso sulle labbra, ma piangendo.
Takuto Kira (タクト・キラ?, Takuto Kira)
Doppiato da: Yakkun Sakurazuka (ed. giapponese)
Nella sua vita da essere umano diventa un cantante a soli 12 anni. Diviene ben presto il cantante dei Route L, il gruppo di cui fanno parte Aoi Koyama (il padre di Mitsuki) e il dottor Keiichi Wakaoji. Il legame tra i tre era unico e Aoi infatti fa decidere a Takuto il nome di sua figlia, ormai prossima alla nascita. Oltre a questo Takuto in vita è anche fidanzato con Hikari, una ex modella, ma poco dopo il loro rapporto precipita e sono sul punto di lasciarsi. Successivamente Takuto si ammala alla gola, e per salvarlo si dovrebbe fare operare alla gola e rimuovere le corde vocali. Lui si oppone, ma Wakaoji lo opera lo stesso. Al suo risveglio, quando si rende conto di aver più la voce decide di uccidersi. Wakaoji cerca di farlo desistere, ma Takuto si butta da un palazzo perché considera la musica (ed in particolare il canto) tutta la sua vita. Quando si risveglia, nel reparto di pediatria, non ricorda più nulla del suo passato; il suo primo incarico è quello di prelevare l'anima di Eichi Sakurai, che però gli dice di non poter essere catturato perché l'unica che può farlo è una ragazza. Il capo degli shinigami, Sheldan, decide di affidarlo a Meroko Yui, per farlo migliorare nella tecnica di catturare anime. Meroko poco tempo dopo comincerà a dirgli di amarlo, tuttavia lui scopre quasi subito che lei è innamorata di Izumi Lio, infatti decide di non prenderla più sul serio. Takuto e Meroko formano la coppia dei 'Negi-ramen'. Gli viene affidato il compito di catturare l'anima di Mitsuki Koyama, che li stupisce perché può vederli. Takuto, quando Mitsuki gli chiede di aiutarla a partecipare all'audizione per diventare cantante acconsente e la fa diventare una sedicenne dai capelli biondi, che non è malata e quindi può cantare, a patto che dopo l'audizione, se dovesse perdere, si lascerà prelevare l'anima. Takuto, sotto consiglio di Meroko, prende il posto di un uomo nella giuria, tuttavia, colpito dalla canzone di Mitsuki, vota a suo favore, e quindi lei viene presa come cantante. Siccome sua nonna si oppone a farla uscire lei decide di fuggire di casa, cerca di chiamare Takuto, che però è trattenuto da Meroko che gli ripete di nuovo di amarlo, quando arriva da Mitsuki la trova in difficoltà e quella sviene, allora lui la bacia. Dopo poco l'aiuta ad andare via di casa. Izumi Lio, insieme a Jonathan, viene richiamato da Meroko per aiutarla a far desistere Takuto nell'aiutare Mitsuki. La ragione di tale gesto è dovuto al fatto che Takuto, stando vicino a Mitsuki, comincia a ricordare la sua vita terrena e questo piano piano comporterebbe la sua trasformazione in fantasma. Lui organizza un piano per metterla in difficoltà, quindi lascia una canzone per una pubblicità, scritto da Mitsuki, a Madoka Wakamatsu, sua rivale. Takuto decide di trovare Eichi per Mitsuki, chiedendo informazioni a Keiichi che lo riconosce e provoca in lui l'affiorare di nuovi ricordi. Fugge ma viene ritrovato da Meroko e Mitsuki, quest'ultima gli chiede di prelevare la sua anima perché così non sparirà, ma lui si rifiuta e ha una nuova visione, in cui lui e Keiichi sono all'orfanotrofio in cui è Mitsuki, lui le dice che quando sarà in difficoltà potrà chiamarlo e lui la proteggerà con tutte le sue forze. A questo punto Takuto parla agli altri della sua decisione di cercare Eichi per rendere felice Mitsuki, iniziano a cercare e trovano una sua foto, Takuto riconosce il ragazzo come il primo che ha visto morire da quando è uno Shinigami. Si preoccupano di come dirlo a Mitsuki, ma scoprono da un articolo in cui ci sono i nomi dei morti dell'incidente aereo (in cui era morto Eichi) che Mitsuki era sempre stata a conoscenza della morte del ragazzo. Mitsuki viene a sapere da Jonathan che gli altri sanno che Eichi è morto e fugge, lasciando una lettera. Takuto la trova, le chiede il perché della sua reazione e lei gli dice che la rendeva triste il fatto che Eichi fosse morto ed era per questo che non aveva detto nulla a loro. Takuto la abbraccia e le dice che sarà lui la persona che impedirà la sua morte, inoltre si dichiara a lei, che lo rifiuta dicendo nuovamente di amare Eichi. Takuto, il giorno di un appuntamento con Mitsuki, incontra Hikari, che lo riconosce, non lo fa andare all'appuntamento con Mitsuki, che li vede insieme e soffre senza sapere perché. Takuto le dice che era andato da lei per rompere definitivamente e lei gli dice di essere contenta. Dopo di ciò le dice che partirà con Meroko per cancellare dalla lista il suo nome, le regala un portafortuna che lei all'inizio non accetta ma successivamente lo indossa. Meroko e Takuto organizzano un piano per entrare nel reparto di pediatria, ma la Maestra di Morte li scopre, tuttavia gli rivela che il loro capo è andato personalmente a prelevare l'anima di Mitsuki, quindi li lascia andare a salvarla. Arrivano in tempo e Takuto protegge Mitsuki dalla falce mieti anime, ma vengono colpiti entrambi. Si risvegliano poco dopo e il capo gli fa vedere che il nome di Mitsuki si è completamente cancellato dalla lista e quindi può vivere. Poi si rivolge a Mitsuki e le rivela che può vedere i messaggeri di morte perché è protetta dall'anima di un defunto, lei capisce che è Eichi e vuole vederlo, allora Meroko le fa vedere che se congiungono le mani si vede la sua luce. Mitsuki è impegnata a prepararsi del concerto e non si accorge che Takuto sta svanendo, infatti scompare alla fine del concerto. Si risveglia in un ospedale e recupera la memoria sul fatto che non è morto ma era finito solo in coma, si rimette completamente e con grande stupore si accorge di avere ancora la voce per qualche strana ragione. Dopo 3 anni, durante un altro concerto, Keiichi parla con la manager di Mitsuki, la signorina Oshige Masami, ormai sua fidanzata, e le dice che è ritornato “qualcuno”. Poco prima dell'ultima canzone di Mitsuki, lui viene visto e Mitsuki gli corre incontro dicendogli di non lasciarla mai più perché lo ama. Canta la canzone e compare Eichi che capisce che ormai è tempo di lasciarla siccome ormai è felice. Takuto sotto forma di shinigami ha la capacità di trasformarsi in gatto.
Meroko Yui (めろこ・ユイ?, Meroko Yui)
Doppiata da: Chieko Honda (ed. giapponese)
Prima della morte Moe Rikyo (里匡 萌?, Rikyō Moe). Meroko è la messaggera di morte che fa coppia con Takuto, e che con lui formano la squadra dei Negi Ramen. Si trasforma in coniglio. All'inizio, quando Mitsuki chiede a Takuto se possono esaudire il suo desiderio di aiutarla a realizzare il suo sogno, è contraria, ma l'amore per Takuto la spinge a stringere un patto con la bambina: la farà partecipare all'audizione, ma se fallirà, si farà catturare l'anima. Si arrabbia moltissimo quando Takuto non impedisce a Mitsuki di vincere l'audizione. Diventa presto invidiosa di Mitsuki, perché sospetta che Takuto si sia innamorato di lei. Infatti, quando lei sta dichiarando il suo amore per la 57ª volta, lui vola via per aiutare Mitsuki a scappare da casa della nonna. È lei che chiama Izumi per farsi aiutare a riportare Takuto negli inferi, perché restando con Mitsuki rischia di recuperare la memoria. All'inizio sembra quasi che i due si odino, ma poi si scopre che entrambi si amano tantissimo. Quando Takuto recupera i ricordi e rischia di scomparire, si arrabbia con Mitsuki, dicendo che è colpa sua se Takuto diventerà un fantasma. ma poi si scusa, e insieme vanno a cercarlo. Quando lo ritrovano, Mitsuki offre la sua anima a Takuto, così non diventerà messaggero a tutti gli effetti e non rischierà di scomparire. Ma Meroko dice a Takuto di non prendere l'anima di Mitsuki perché, anche se non diventerà un fantasma, lo rimpiangerà per sempre. Quando si avvicina l'anniversario della sua morte, Meroko si indebolisce e perciò, mentre vola, perde le forze, diventa un coniglio e precipita nel giardino di casa della nonna di Mitsuki, Fuzuki Koyama, che riesce a vederla, e la crede una fata, affezionandosi alla versione coniglio di Meroko. Un giorno, recuperando frammenti di ricordi, sviene e viene di nuovo trovata da Fuzuki, che sta andando a trovare la tomba di una sua amica morta proprio quel giorno. Quando si trovano davanti alla lapide, Meroko recupera definitivamente i ricordi e scappa via. Infatti Fuzuki era la sua migliore amica quando era viva e un giorno entrambe si innamorarono di un ragazzo, Seijuro Koga. Ma Fuzuki, essendo già fidanzata, decide di lasciare all'amica il ragazzo. Ma un giorno Moe scopre dal padre che Seijuro ha chiesto la mano di Fuzuki, e che a lei invece toccherà sposare il suo ex ragazzo. Allora corre da Fuzuki, e la vede che si bacia con Seijuro. Disperata, corre via e si uccide. Così, disperata, chiede a Mitsuki se suo nonno si chiamava Seijuro e lei risponde affermativamente. Allora Meroko decide di prendere l'anima a Mitsuki, ma Takuto la ferma. Allora implora Izumi di portarla a casa. Ma Mitsuki le dice che la sua governante le aveva detto che Fuzuki non aveva mai accettato di sposare Sejijuro, e che lui era suo nonno paterno. La nonna odiava la musica proprio per quell'episodio. Allora Meroko si presenta a Fuzuki nelle sembianze di Moe, ed ella le chiede scusa per aver baciato Seijuro, che non voleva. Torna da Mitsuki e la ringrazia di tutto, dicendole che resterà con lei. Alla fine del manga, dopo la scomparsa di Takuto, è di nuovo in coppia con Izumi, e gli confessa il suo amore.
Izumi Lio (いずみ・リオ?, Izumi Rio)
Doppiato da: Megumi Ogata (ed. giapponese)
Prima della morte Rio Izumi (泉 利緒?, Izumi Rio). Rio perde il padre quando è ancora molto piccolo, e sua madre Kana dalla morte di quest'ultimo comincia a picchiarlo e ad accusarlo di tutto ciò di male che le succede. Non sorride più come quando il padre era vivo, allora lui decide, un giorno di andare sotto un passaggio a livello e di suicidarsi al passaggio a livello solo per vedere ancora una volta sul volto della madre un sorriso. Dopo la morte, non perde la memoria come gli altri messaggeri ma conserva sempre nel cuore i suoi ricordi della vita. Diventa un sadico messaggero di morte, uno dei suoi incarichi è stato quello di recuperare l'anima di sua madre che dalla sua morte è diventata malata. Successivamente viene messo in coppia con Meroko insieme formano i Milmake. Meroko gli rivela più volte il suo amore, ma lui non la corrisponde, un giorno il Capo gli propone di cambiare pater e di addestrare Takuto Kira, un nuovo messaggero appena arrivato al reparto di pediatria, lui rifiuta e manda Meroko al suo posto. Da allora fa coppia con Jonathan, una specie di fantasmino e insieme formano gli Yaminabe. Viene richiamato da Meroko per allontanare Takuto da Mitsuki, perché rischia di recuperare la memoria, Izumi cerca di recuperare più volte l'anima di Mitsuki, ma Takuto lo ostacola. Dopo un po' di tempo diventa amico di Mitsuki, nonostante gli sia stato ordinato dal Capo di recuperare la sua anima e insieme a lei riesce a superare l'odio che prova per la madre. Il fantasma di quest'ultima gli appare e gli chiede scusa per tutto quello che gli ha fatto. Izumi, si dichiara a Meroko e lei lo ricambia (in realtà non ha mai smesso). Tuttavia il Capo, siccome Izumi si è rifiutato di recuperare ancora l'anima di Mitsuki, il capo si rivela essere Jonathan, che imprigiona Izumi e gli fa rivivere degli eventi che la sua mente aveva cancellato. Lo induce perciò a fare il doppio gioco e a tendere una trappola agli altri. Mentre Meroko e Takuto sono al reparto di Pediatria per cancellare il nome di Mitsuki dalla lista, lui porta Mitsuki nelle mani del Capo che cerca appunto di rubarle l'anima. Tuttavia Takuto e Meroko giungono in tempo. Al concerto di Mitsuki, Meroko e Izumi vedono Takuto e quello è l'ultimo incontro che loro avranno con Mitsuki e Takuto, dato che lei poteva vedere i messaggeri solo grazie all'anima di Eichi che alla fine del manga l'abbandona perché la vede finalmente felice.

## Manga
Il manga è stato pubblicato sulla rivista Ribon a partire dal gennaio 2002 e successivamente serializzato in 7 tankōbon dal giugno dello stesso anno al luglio 2004. Nel gennaio 2012 la serie è stata ristampata in 4 volumi in formato bunkoban.
In Italia è stato pubblicato dalla Planet Manga a partire dal gennaio al luglio 2007, in 7 volumi fedeli all'originale. È arrivato anche negli Stati Uniti da Viz Media.

### Volumi
| Nº | Titolo italiano Giapponese 「Kanji」 - Rōmaji                               | Data di prima pubblicazione        | Data di prima pubblicazione |
| Nº | Titolo italiano Giapponese 「Kanji」 - Rōmaji                               | Giapponese                         | Italiano                    |
| 1  | Full Moon - Canto d'amore 1 「満月をさがして １」 - Furu Mūn wo sagashite 1 | 14 giugno 2002 ISBN 4-08-856380-8  | 31 gennaio 2007             |
| 2  | Full Moon - Canto d'amore 2 「満月をさがして ２」 - Furu Mūn wo sagashite 2 | 20 ottobre 2002 ISBN 4-08-856408-1 | 28 febbraio 2007            |
| 3  | Full Moon - Canto d'amore 3 「満月をさがして ３」 - Furu Mūn wo sagashite 3 | 14 marzo 2003 ISBN 4-08-856445-6   | 23 marzo 2007               |
| 4  | Full Moon - Canto d'amore 4 「満月をさがして ４」 - Furu Mūn wo sagashite 4 | 8 agosto 2003 ISBN 4-08-856483-9   | 26 aprile 2007              |
| 5  | Full Moon - Canto d'amore 5 「満月をさがして ５」 - Furu Mūn wo sagashite 5 | 15 gennaio 2004 ISBN 4-08-856514-2 | 30 maggio 2007              |
| 6  | Full Moon - Canto d'amore 6 「満月をさがして ６」 - Furu Mūn wo sagashite 6 | 15 giugno 2004 ISBN 4-08-856542-8  | 28 giugno 2007              |
| 7  | Full Moon - Canto d'amore 7 「満月をさがして ７」 - Furu Mūn wo sagashite 7 | 15 luglio 2004 ISBN 4-08-856549-5  | 25 luglio 2007              |

## Anime
Full Moon wo sagashite è stato adattato in una serie anime di 52 episodi dallo Studio Deen, andati in onda tra l'aprile 2002 e il marzo 2003 su TV Tokyo. L'anime si distanzia molto dal manga, pur mantenendo la trama di fondo.

### Episodi
| Nº | Titolo italiano (traduzione letterale) Giapponese 「Kanji」 - Rōmaji                                           | In onda           | In onda |
| Nº | Titolo italiano (traduzione letterale) Giapponese 「Kanji」 - Rōmaji                                           | Giapponese        |         |
| 1  | Nonostante tutto voglio cantare 「それでも歌いたい」 - Soredemo utaitai                                        | 6 aprile 2002     |         |
| 2  | La promessa con Eichi 「英知くんとの約束」 - Eichi-kun to no yakusoku                                          | 13 aprile 2002    |         |
| 3  | La manager è arrivata 「マネージャーさんが来た」 - Manējā-san ga kita                                          | 20 aprile 2002    |         |
| 4  | Pensieri racchiusi in una canzone 「詞にこめた想い」 - Uta ni kometa omoi                                      | 27 aprile 2002    |         |
| 5  | L'inizio del lavoro 「はじめてのお仕事」 - Hajimete no oshigoto                                                | 4 maggio 2002     |         |
| 6  | Una lunga giornata in studio 「スタジオの長い日」 - Sutajio no nagai hi                                        | 11 maggio 2002    |         |
| 7  | Full Moon, debutta! 「フルムーン、デビュー！」 - Furu Mūn, debyū!                                              | 18 maggio 2002    |         |
| 8  | È davvero una hit? 「ヒットって本当？」 - Hitto tte hontō?                                                     | 25 maggio 2002    |         |
| 9  | Vorrei che lo ascoltasse 「聞いてほしいのに」 - Kiite hoshii no ni                                             | 1º giugno 2002    |         |
| 10 | Le leggi del mondo dello spettacolo!? 「芸能界の掟！？」 - Geinō-kai no okite!?                                | 8 giugno 2002     |         |
| 11 | La pericolosa Lens 「危険なレンズ」 - Kiken na renzu                                                           | 15 giugno 2002    |         |
| 12 | I Negi Ramen e la Pietra Santa 「ねぎラーメンと聖者の石」 - Negi Rāmen to Seija no Ishi                        | 22 giugno 2002    |         |
| 13 | Un minuscolo concerto 「ちっちゃなコンサート」 - Chitchana konsāto                                             | 29 giugno 2002    |         |
| 14 | Forza! Sostituto manager 「がんばれ！代理マネージャー」 - Ganbare! Dairi manējā                                | 6 luglio 2002     |         |
| 15 | Primo bacio!? 「ファースト・キス！？」 - Fāsuto kisu!?                                                         | 13 luglio 2002    |         |
| 16 | Appare una rivale! 「ライバル登場！」 - Raibaru tōjō!                                                          | 20 luglio 2002    |         |
| 17 | I due che si incrociano 「すれ違う二人」 - Surechigau futari                                                   | 27 luglio 2002    |         |
| 18 | Corri! All'audizione! 「走れ！オーディションへ！」 - Hashire! Ōdishon e!                                       | 3 agosto 2002     |         |
| 19 | Un canto che non arriva 「届かない歌声」 - Todokanai utagoe                                                    | 10 agosto 2002    |         |
| 20 | Meroko, solitaria 「めろこ、ひとりぼっち」 - Meroko, hitoribocchi                                              | 17 agosto 2002    |         |
| 21 | Un nuovo sentimento 「新たな思い」 - Aratana omoi                                                              | 24 agosto 2002    |         |
| 22 | Eccitante! Solo Live! 「ワクワク！ソロライブ」 - Wakuwaku! Soro raibu!                                         | 31 agosto 2002    |         |
| 23 | Panico in movimento 「お引っ越しパニック」 - Ohikkoshi panikku                                                 | 7 settembre 2002  |         |
| 24 | La canzone di papà 「お父さんの歌」 - Otō-san no uta                                                           | 14 settembre 2002 |         |
| 25 | Un favore dal dottor Wakaoji 「若王子先生にお願い」 - Wakaōji-sensei ni onegai                                 | 21 settembre 2002 |         |
| 26 | Cose da trasmettere… 「伝えたいもの⋯」 - Tsutaetai mono…                                                       | 28 settembre 2002 |         |
| 27 | Non perderò assolutamente 「絶対に負けない」 - Zettai ni makenai                                               | 5 ottobre 2002    |         |
| 28 | Mitsuki è forse un'esperta in amore? 「満月って恋の達人？」 - Mitsuki tte koi no tatsujin?                     | 12 ottobre 2002   |         |
| 29 | I nuovi shinigami: Izumi & Jonathan 「新たな死神・いずみ＆ジョナサン」 - Aratana shinigami: Izumi & Jonasan    | 19 ottobre 2002   |         |
| 30 | Una persona che potrebbe sapere di Eichi 「英知くんを知る人」 - Eichi-kun wo shiru hito                        | 26 ottobre 2002   |         |
| 31 | È l'autunnale festival scolastico 「学園祭の秋なんです」 - Gakuensai no aki nan desu                           | 2 novembre 2002   |         |
| 32 | La vera Madoka 「素顔の円」 - Sugao no Madoka                                                                  | 9 novembre 2002   |         |
| 33 | La malattia peggiora 「忍び寄る病魔」 - Shinobiyoru byōma                                                      | 16 novembre 2002  |         |
| 34 | L'anziano signore sull'altalena 「ブランコのおじさん」 - Buranko no oji-san                                    | 23 novembre 2002  |         |
| 35 | Una mail da parte di Eichi!? 「英知くんからのメール！？」 - Eichi-kun kara no mēru!?                           | 30 novembre 2002  |         |
| 36 | Il fatidico premio come nuovo artista dell'anno 「運命の新人賞」 - Unmei no shinjinshō                         | 7 dicembre 2002   |         |
| 37 | Il regalo da parte di Full Moon 「満月からの贈り物」 - Furu Mūn kara no okurimono                              | 14 dicembre 2002  |         |
| 38 | Il passato della nonna 「おばあちゃんの過去」 - Obaa-chan no kako                                              | 21 dicembre 2002  |         |
| 39 | Oltre l'Oceano Pacifico 「太平洋を越えて」 - Taiheiyō wo koete                                                 | 28 dicembre 2002  |         |
| 40 | Il ciondolo rubato 「盗まれたペンダント」 - Nusumareta pendanto                                                | 4 gennaio 2003    |         |
| 41 | Alla città dove si trova Eichi 「英知くんのいる街へ」 - Eichi-kun no iru machi e                               | 11 gennaio 2003   |         |
| 42 | Eternal Snow 「エターナル スノー」 - Etānaru Sunō                                                              | 18 gennaio 2003   |         |
| 43 | Non canterò mai più 「もう二度と歌わない」 - Mou nidoto utawanai                                               | 25 gennaio 2003   |         |
| 44 | Cuori in risonanza 「共鳴する心」 - Kyōmeisuru kokoro                                                          | 1º febbraio 2003  |         |
| 45 | La tentazione di Izumi 「いずみの誘惑」 - Izumi no yūwaku                                                      | 8 febbraio 2003   |         |
| 46 | Nella notte di luna nuova 「新月の夜に」 - Shingetsu no yoru ni                                                | 15 febbraio 2003  |         |
| 47 | La speranza di vivere 「生きる希望」 - Ikiru kibō                                                              | 22 febbraio 2003  |         |
| 48 | Non posso diventare Full Moon!? 「フルムーンになれない！？」 - Furu Mūn ni narenai!?                           | 1º marzo 2003     |         |
| 49 | I sentimenti di Mitsuki. I sentimenti di Meroko 「満月の思い・めろこの思い」 - Mitsuki no omoi. Meroko no omoi | 8 marzo 2003      |         |
| 50 | Non posso dirlo comunque 「どうしても言えない」 - Dōshite mo ienai                                             | 15 marzo 2003     |         |
| 51 | Il giorno del destino 「運命の日」 - Unmei no hi                                                               | 22 marzo 2003     |         |
| 52 | Cercando la Luna Piena 「満月をさがして」 - Furu Mūn wo sagashite                                              | 29 marzo 2003     |         |

### Sigle
Sigla di apertura
- I♥U, delle THE★SCANTY (ep. 1-26)
- ROCK'N ROLL PRINCESS, delle THE★SCANTY (ep. 27-52)

Sigla di chiusura
- New Future, di Changin' My Life (ep. 1-6, 52)
- Myself, di Changin' My Life (ep. 7-26)
- ETERNAL SNOW, di Changin' My Life (ep. 27-42)
- Love Chronicle, di Changin' My Life (ep. 43-51)

## CD
La colonna sonora della serie animata è stata pubblicata sotto l'etichetta EMI Music Japan.
| Nº | Titolo CD                                                                                                 | Numero tracce | Data uscita      |
| -- | --- | ------------- | ---------------- |
| 1  | Full Moon wo sagashite Original Soundtrack (満月をさがして オリジナルサウンドトラック?)                   | 25            | 28 agosto 2002   |
| 2  | Full Moon wo sagashite Original Soundtrack Vol. 2 (満月をさがして オリジナルサウンドトラック Ｖｏｌ. ２?) | 24            | 13 febbraio 2003 |
| 3  | Full Moon wo sagashite Full Moon Final Live (満月をさがして フルムーン・ファイナルライブ?)                | 15            | 19 ottobre 2005  |

## OAV
Un OAV, dal titolo Full Moon wo sagashite: Kawaii kawaii daibōken (満月をさがして かわいいかわいい大冒険?) e dalla durata di 10 minuti, è stato distribuito nel novembre 2002 con l'uscita del numero mensile della rivista Ribon, in cui è stato pubblicato il manga.

## Libri e romanzi

### Art book
1. Full Moon wo sagashite Arina Tanemura Illust-shū COLLECTION (満月をさがしてイラスト集種村有菜 ＣＯＬＬＥＣＴＩＯＮ?), Shūeisha, 15 aprile 2004, ISBN 4-08-855106-0.[10]